# Besson MB.35
Besson MB.35 – francuski patrolowy wodnosamolot pływakowy z okresu międzywojennego. 

## Historia
W związku z koncepcją francuskiej Marynarki Wojennej wyposażenia w samoloty obserwacyjne oceanicznych okrętów podwodnych, konstruktor M. Besson opracował taki samolot, oznaczony jako MB.35. Zgodnie z założeniami miał on niewielkie wymiary i możliwość złożenia skrzydeł w celu umieszczenia go w hangarze umieszczonym na okręcie podwodnym.
Zbudowano dwa samoloty tego typu. Pierwszy jego lot odbył się w lutym 1926. Pomimo że spełniał on wymagania marynarki wojennej, brak było odpowiednio dużych okrętów podwodnych, gdzie mogłyby bazować takie samoloty. W związku z tym zbudowano jedynie dwa samoloty tego typu, a następnie zaniechano ich dalszej budowy. Dopiero w 1932 roku powrócono do koncepcji umieszczenia samolotu na okręcie podwodnym i wtedy na podstawie samolotu MB.35 zbudowano nowy samolot oznaczony jako MB.411.

## Użycie w lotnictwie
Wodnosamoloty Besson MB.35 wcielono do lotnictwa francuskiej Marynarki Wojennej, gdzie używano ich jako samolotów obserwacyjnych na okrętach nawodnych.

## Opis techniczny
Samolot Besson MB.35 był dolnopłatem o konstrukcji drewnianej. W kadłubie znajdowały się otwarte kabiny pilota oraz obserwatora. Podwozie pływakowe. Skrzydła można było złożyć, w celu umieszczenia w hangarze.
Napęd stanowił silnik gwiazdowy 9-cylindrowy, umieszczony z przodu kadłuba, chłodzony powietrzem. Napędzał on dwułopatowe śmigło.
Prototypy nie były uzbrojone, lecz samolot planowano wyposażyć w 1 ruchomy lekki karabin maszynowy, obsługiwany przez obserwatora.